# Castelul Raka

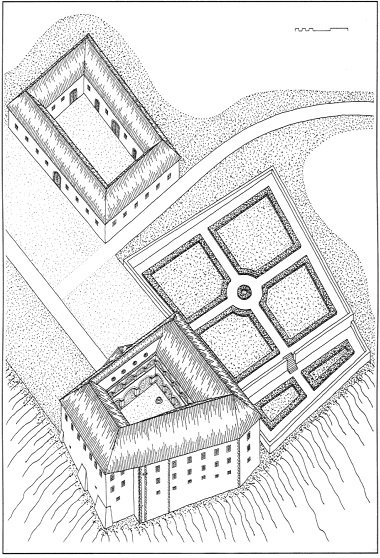
Schiță a castelului

Castelul Raka este unul dintre cele mai vechi castele medievale din Slovenia. Raka se află în municipiul Krško.

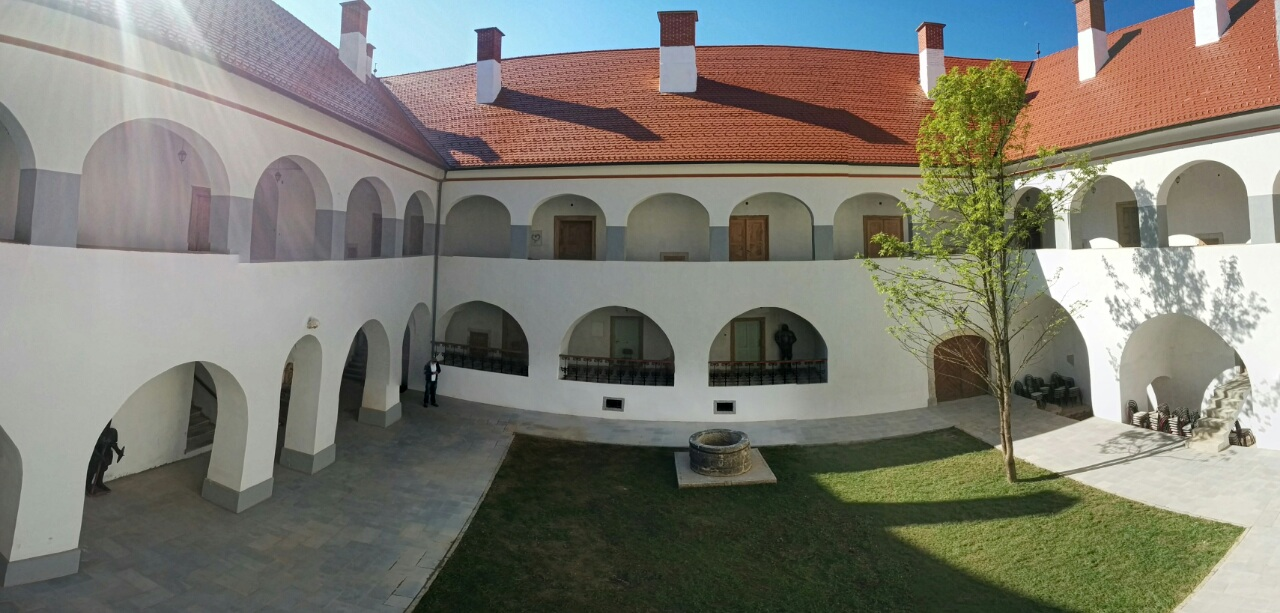
Castelul Raka

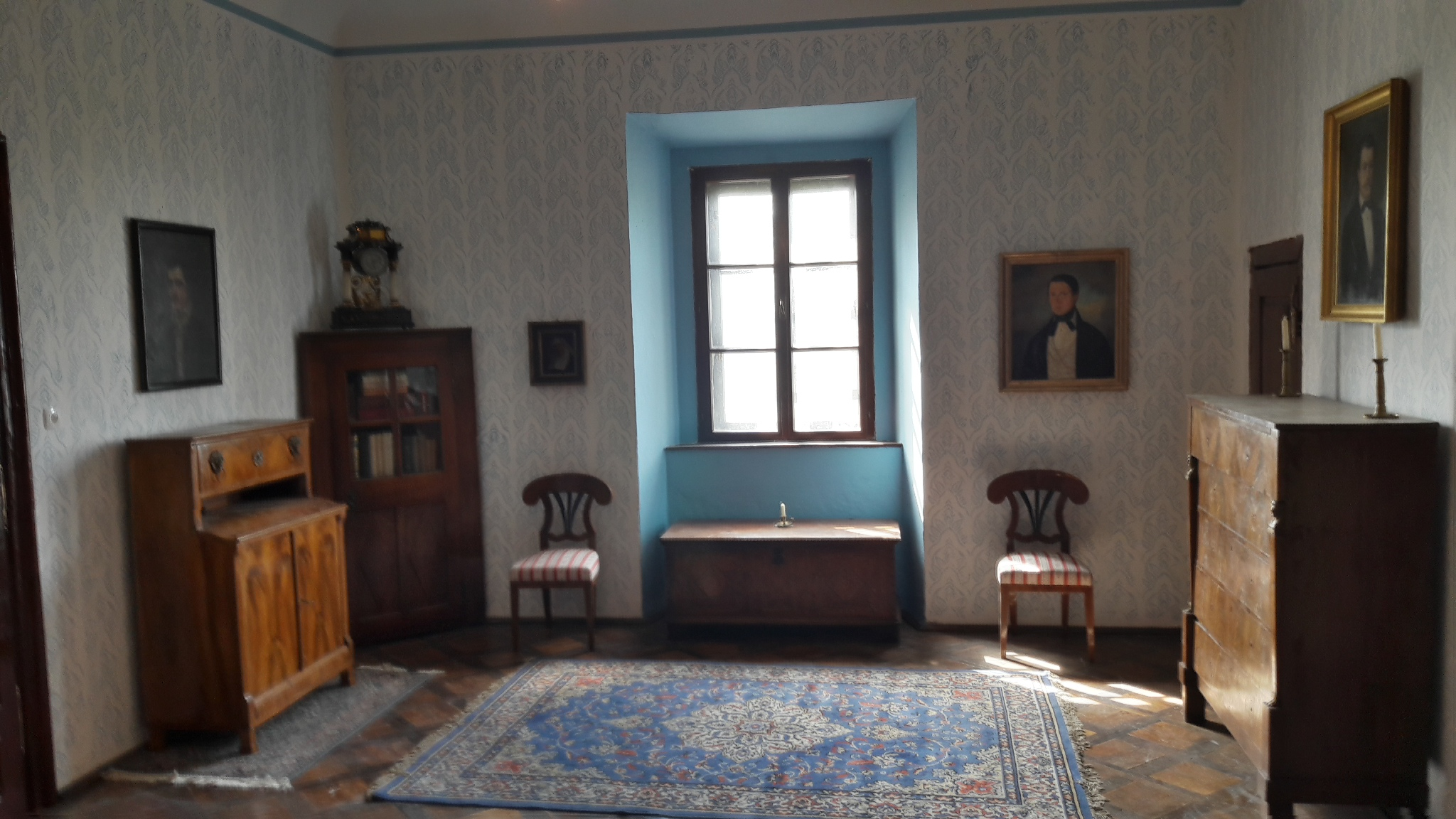

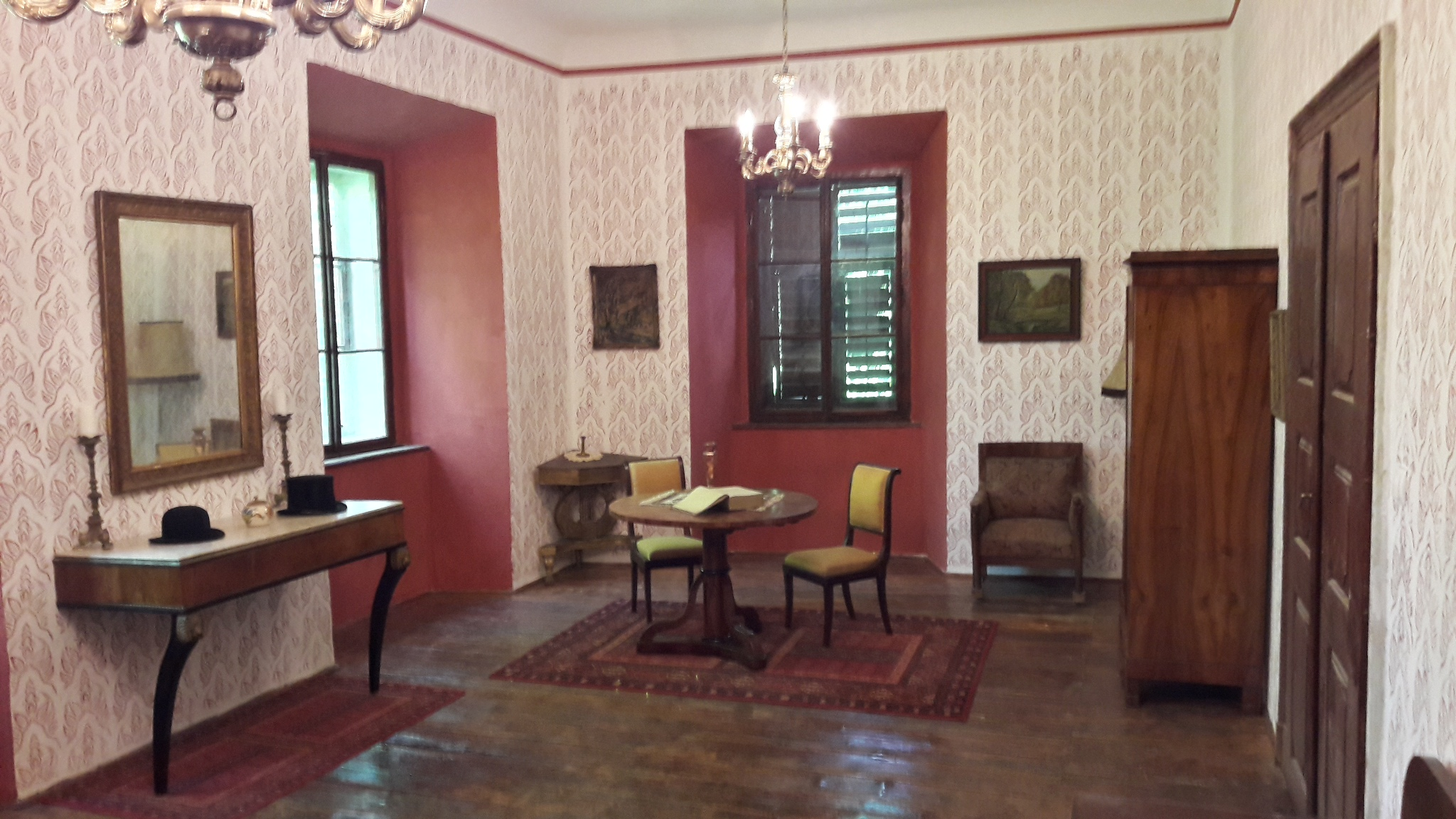

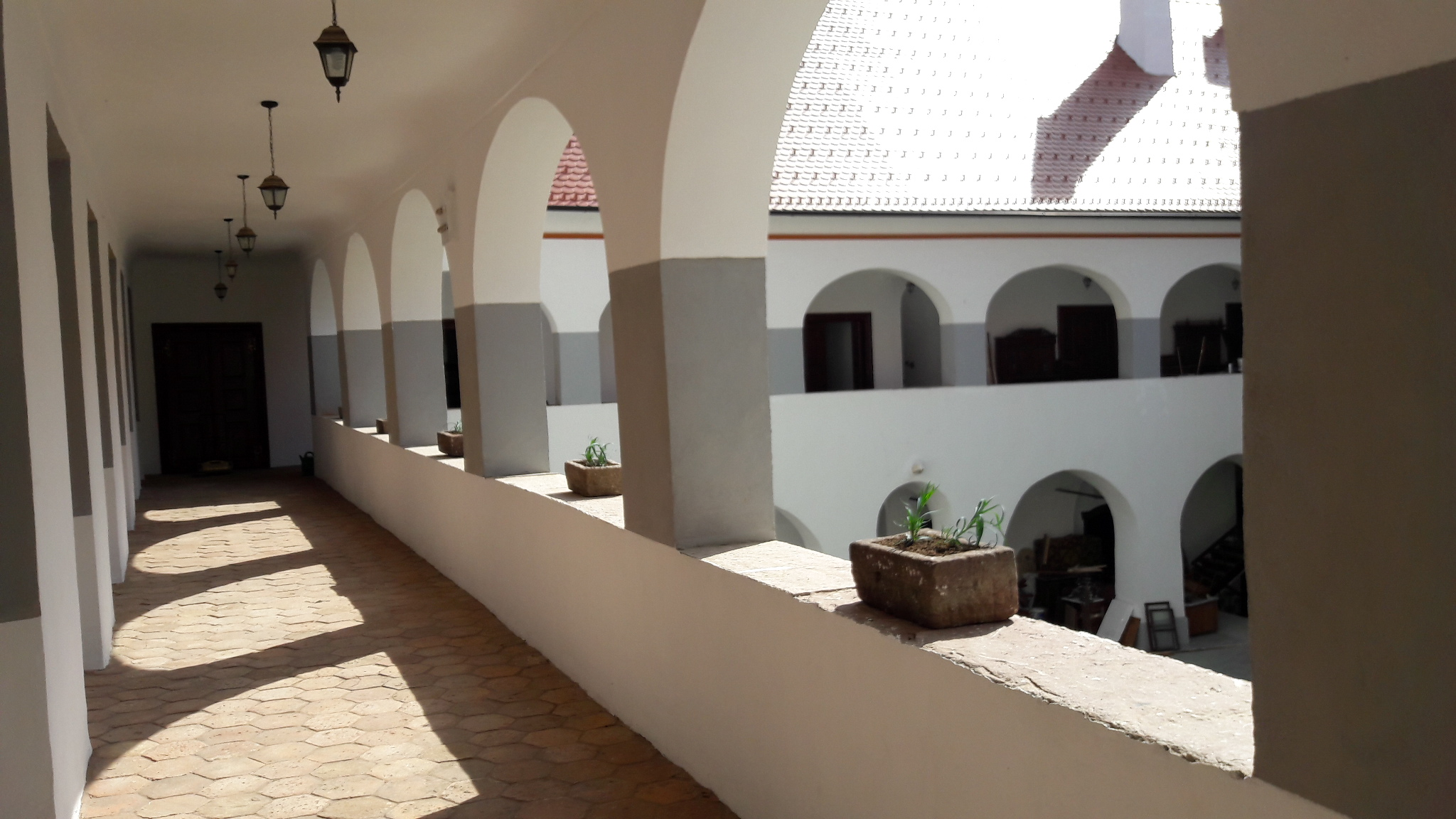

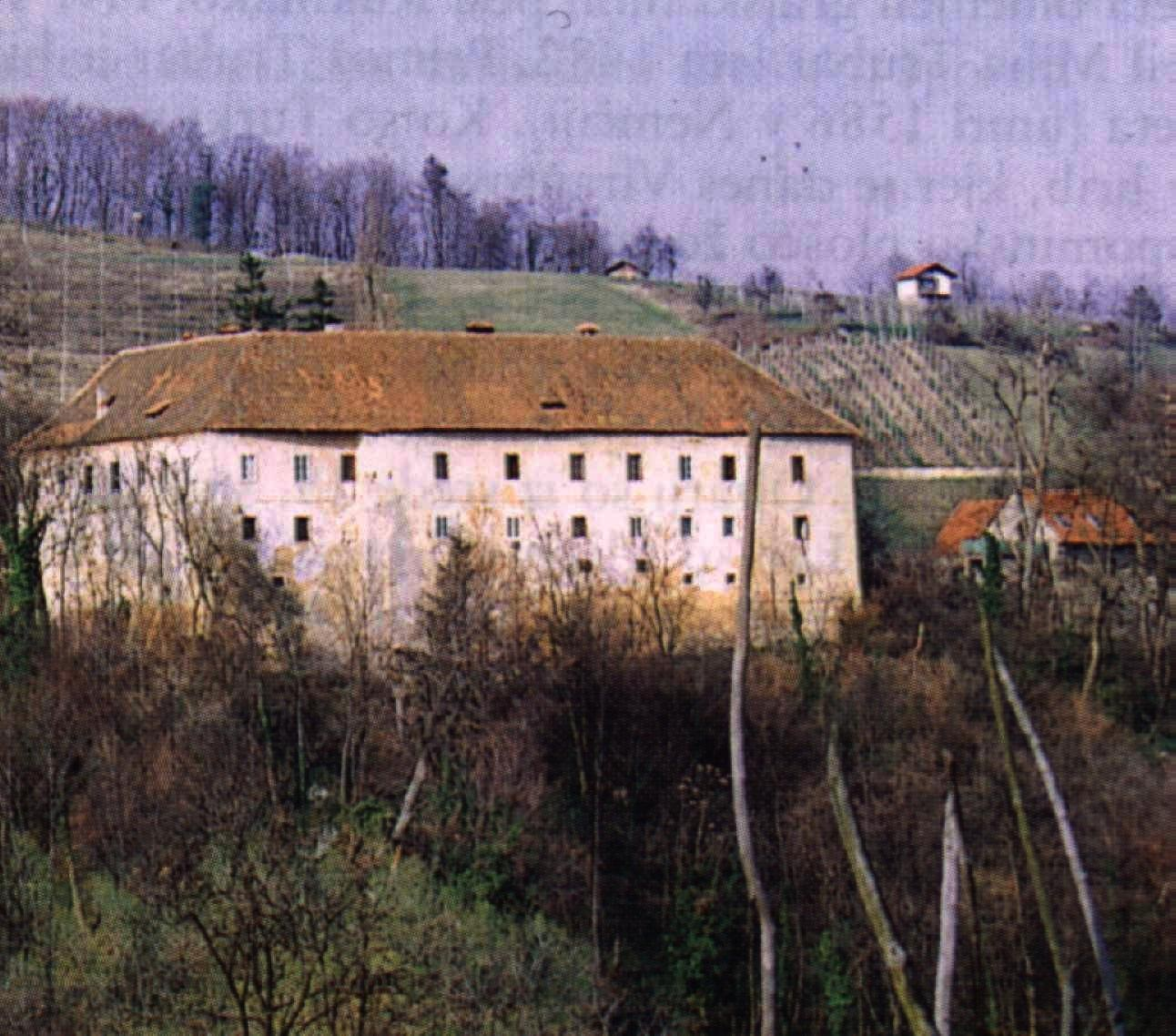
Castelul Raka în 1995

## Istorie
Castelul Raka (în germană Arch) a fost documentat încă din 1161 și este menționat explicit sub numele Castrum Arch în 1279. Construit cel mai târziu în a doua jumătate a secolului al XII-lea de Contele de Bogen, a fost moștenit de contele de Andechs și apoi a trecut în posesia ducilor din Spanheim. Castelul a fost vândut de o rudă a cavalerilor Arch baronului Georg von Scheyer.
Cavalerii Arch au supravegheat Castelul Raka din 1248 până la sfârșitul secolului al XV-lea. În 1501, o rudă a lor, Leonhard Herič de Kompolje din Blagovica, a vândut castelul baronului Georg von Scheyer din Soteska. Castelul a fost ars mai târziu în 1515 în timpul unei revolte țărănești. În 1525 castelul și patrimoniul său au fost date baronului Johann Balthasar von Werneck de către arhiducele Karl. La începutul secolului al XVII-lea, a fost în proprietatea baronului Johann Ruess von Ruessenstein.
Ulterior, baronul Franz Karl Haller von Hallerstein a renovat vechiul castel dărăpănat.
În secolul al XVII-lea Castelul Raka a fost deținut de baronii din Werneck și în cele din urmă a fost vândut familiei Kajzelj, care au amenajat sere și un iaz pentru creșterea crabilor sub castel. Vechiul castel a fost reparat datorită stării sale deteriorate de către baronul Franz Karl Haller von Hallerstein, care l-a deținut în perioada 1784-1825. El i-a dat un aspect complet diferit și rafinat, inclusiv a amenajat grădini noi și a construit mai multe clădiri cu diferite scopuri. El a mărit în continuare proprietatea Raka prin achiziții din vânzarea parțială a proprietăților sale din Studenice în 1800 și din Dolenje Radulje în 1811.
Spre sfârșitul secolului al XIX-lea castelul era deținut de nobilul Felix Lenck. După căsătoria sa cu o femeie americană celebră, Lenck a construit o fabrica de cherestea în vecinătate, a plantat podgorii și a montat o instalație de alimentare cu apă prin conducte în castel din izvorul Polter aflat în apropiere.
Castelul a fost folosit ca avanpost militar în timpul celui de-al doilea război mondial. Între anii 1952 și 1961 Raka a servit ca un loc municipal. În 1948, după alungarea lor din mănăstire, Fiicele Carității (Societas Filiarum Caritatis a S. Vincentio de Paulo) s-au mutat în castel, unde au rămas până în 1998.
În 2007 castelul a fost declarat un monument de interes arhitectural sau istoric deosebit de important de către Primăria din Krško pentru a proteja integritatea peisajului său, valoarea a arhitecturală, artistică și istorică, pentru a-i întări mărturia sa culturală, a-i prezenta valoarea sa culturală și pentru promovarea cercetării educaționale și științifice.
Din decembrie 2014 castelul are un nou proprietar, care intenționează să restaureze castelul și să deschidă un muzeu în el.
Castelul Raka este închis pentru vizitatori pe termen nelimitat. Conform estimărilor preliminare, lucrările de restaurare au început în august 2015.